# Rozen Maiden
Rozen Maiden (ローゼンメイデン Rōzen Meiden?) este o serie manga creată de grupul Peach-Pit, adaptată într-un anime cu același nume. Povestea îl are în centru pe Sakurada Jun, un tânăr băiat hikikomori îndatorat unei păpuși vii cu numele de Shinku. Relația câteodată comică, câteodată dramatică, dintre Jun și Shinku—dar și cu alte șase păpuși ale Rozen Maiden—îl aduc încetul din starea de depresie în care se afla înapoi în lumea pe care a abandonat-o.

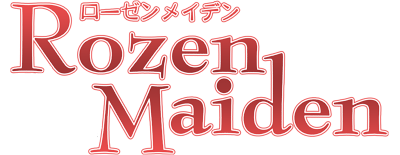
Logo-ul Rozen Maiden în variantă bilingvă. Data:2002. Licență: domeniu public

În poll-ul "Top 100 Anime Ranking" al TV Asahi din 2006, Rozen Maiden a fost clasat pe locul 9.

## Informații de fundal

### Subiect
Jun Sakurada este un elev de liceu care refuză să se ducă la școală după ce rămâne traumatizat datorită unei experiențe umilitoare (vezi Hikikomori). El a ales să se închidă în camera sa, și să nu părăsească niciodată casa, petrecându-și ziua comandând bunuri supernaturale online și returnându-le înainte de dată la care trebuie să le plătească. Sora sa mai mare, Nori Sakurada, face orice pentru a încerca să îmbunătățescă viața tristă a lui Jun, dar nu este capabilă să schimbe situația.
Într-o zi, Jun primește o scrisoare în care este anunțat că a câștigat un premiu. În scrisoare este întrebat dacă va "întoarece" (まきますか？ makimasu ka?) sau "nu va întoarece" (まきませんか？ makimasen ka?). I se cere ca după ce a luat decizia, să plaseze scrisoare într-un sertar al biroului său, și o persoană de legatură supernaturală o va duce în lumea spiritelor. Deși skeptic, el urmează aceste instrucțiuni, și descoperă că plicul a dispărut. Câteva momente mai târziu, realizează că o cutie bogat detaliată s-a materializat în camera sa. Cutia conține o păpușă ciudată, îmbrăcată realistic în haine aristocratice franceze (asemănător cu o Gothic Lolita). Jun întoarce cu grijă cheia păpușii. Păpușa scârțâie, se ridică singură, și îl pocnește cu o palmă pentru că a manevrat-o cu atâta stângăcie. Ea se prezintă ca, "...Shinku, a cincea păpușa a Rozen Maiden".
Shinku este o păpușa din colecția unică "Rozen Maiden", dar înainte ca Jun să înțeleagă complexitatea situației, o păpușa de pluș claun atacă. Shinku îi promite ca îi va salva viața lui Jun dacă acesta jură să o servească. Astfel, Jun devine responsabil cu protecția "Rosa Mystica" a lui Shinku în timp ce ea este ocupată luptând într-o competiție veche de secole cu alte păpuși Rozen Maiden pentru titlul de "Alice".

### Fecioarele Rozen
Fecioarele Rozen ("Rozen Maidens") sunt o colecție de păpuși creată de un meșteșugar numit Rozen, pe care păpușile îl numesc "Tată". Sursa lor principală de putere este o gazda umană (denumită "medium") care poartă un inel ce semnifică legătura sa cu păpușa, deși s-a arătat că unele păpuși pot acționa fără un medium. Potrivit lui Shinku, ea este la putere maximă doar atunci când mediul ei este prezent. Fiecare Rozen Maiden are o propie personalitate distictă, spirit păzitor, și abilitate supernaturală.

### Jocul Alice
Scopul aparent al fecioarelor Rozen este să participe în așa numitul "Alice Game", o competiție letală care promite câștigătorului dreptul de al întâlni pe "Tată" devenind "Alice", o fată de o perfecțiune și o frumuseșe supremă, al cărui spirit sălăsluiește în "Tatăl"; se spune că ea este "mai sublimă decât orice floare, mai pură decât orice piatră prețioasă, fără urmă de impuritate."
Jocul constă în dueluri la care păpușile participă folosind atât spiritele protectoare cât și propiile abilități, precum și energia spirituală a propiului mediu. Păpușa care pierde duelul își pierde "Rosa Mystica", esența care îi dă abilitatea să se miște. Rosa Mystica pierdută, conținând amintirele și emoțiile pierzătorului, este colectată și absorbită de câștigătorul duelului. Păpușa care obține toate cele șapte Rosae Mysticae va deveni Alice. Jocul continuă de ani de zile, datorită faptului că cel mai adesea păpușile au ales să-și întrerupă duelul decât să lupte până la final. Shinku, păpușa principală din serie, este caracterizată de faptul că deși nu refuză o luptă, ea crede că există o modalitate de a câștiga jocul fără să-și ucidă surorile: Hina Ichigo a pierdut jocul Alice când a renunțat la contracul său cu mediumul ei. Shinku i-a acordat Hinei un nou subcontract și nu i-a luat Rosa Mystica. O păpușă nu mai poate deveni Alice dacă își pierde Rosa Mystica. Dar, dacă un astfel de subcontract este dat, sursa de putere este încă mediumul original. De aceea, Hina Ichigo își trage energia în dueluri de la Shinku, dar această energie este de fapt al lui Jun.